# Беренгар II (король Італії)
Беренгар II (лат. Berengarus II; близько 900 — 4 серпня 966) — король Італії у 950—966 роках.

## Життєпис

### Маркграф
Походив з династії Анскарідів. Син Адальберта I, маркграфа Іврейського, та Гізели Фріульської, доньки короля Італії Беренгара I. У 925 році після смерті батька успадкував Іврейську марку. Втім спочатку перебував під опікою мачухи.
У 934 році він одружився з небогою тодішнього короля Італії Гуго Арльського, яка спонукала його до змови проти вуйка у 940 році. Проте останній провідав про задуми ворогів і намагався знищити маркграфа та його прихильників. Беренгар змушений був тікати і шукати притулку в німецького короля Оттона I, де він перебував близько 10 років.
Скориставшись складностями Гуго I в Італії, які почалися з 944 року, у 945 році Беренгар Іврейський набрав невеличке військо і переправився з ним через Альпи. Знать і міста Північної Італії приєдналися до нього, і король Гуго вимушений був тікати до Провансу, надавши Італію своєму синові Лотару II, ім'ям якого фактично керував країною Беренгар з 946 року. Невдовзі за цим захопив Корсику, перемігши тамтешні мусульманські залоги в портах.

### Король
У 950 році Лотар II раптово помер, як припускають деякі дослідники, від отрути, або загинув під час полювання. Беренгара було короновано у Павії. Разом з цим він коронував свого старшого сина Адальберта.
Втім, перед новим володарем постала питання зміцнення влади. З огляду на це Беренгар II мав намір одружити сина з вдовою Лотаря II — Адельгейдою, донькою Рудольфа II, короля Бургундії. Але вона цьому чинила опір, за що і піддалася ув'язненню у замку в місті Гарда. Захисником і згодом чоловіком Адельгейди виявився імператор Оттон I (до якого вона звернулася через Адальберта Атто, графа Каносси), який примусив Беренгара II у 952 році в Аугсбурзі визнати зверхність Оттона I й прийняти від нього Італійське королівство (без Веронської марки і Фріульського герцогства), як лен.
Втім незабаром Беренгар II вирішив скинути залежність, але зазнав поразки від Ліудольфа Швабського, сина Оттона I, в результаті чого Ломбардія з Павією були завойовані німцями. Втім, ситуація для короля Італії поліпшилася, коли Луідольф помер від якоїсь хвороби, яка перебігала із злоякісною гарячкою.
Беренгар II знову відновив владу над Північною Італією і вирішив покарати знать та міста, які перейшли на бік Оттона I. Жорстокість італійського короля викликала невдоволення папи Іоанна XII, який звернувся по допомогу і захист до Оттона I. Останній в 961 році здійснив похід в Італію і без будь-якого опору опанував країною. У Павії було оголошено про позбавлення Беренгара II трону. Адальберт, син останнього чинив спротив до 963 року.
Беренгар II замкнувся у гірській фортеці Сан-Лео, але, змучений голодом, здався у 964 році. Його з дружиною як полонених відправили до Бамбергу, де він і помер у в'язниці 4 серпня 966 року. Італійське королівство остаточно увійшло до складу Священної Римської імперії.

## Родина
Дружина — Вілла (911/912—970), донька Бозона, маркграфа Тоскани.
Діти:
- Адальберт (д/н-971) — маркграф Іврейський у 965—971 роках
- Гвідо (д/н-бл.965) — маркграф Іврейський у 950—965 роках
- Конрад (д/н-1001) — маркграф Іврейський у 971—1001 роках
- Гісла
- Гілберта — дружина маркграфа Монферратського
- Розалія (952—1003) — дружина: 1) Арнульф II, граф Фландрії 2) Робера II, короля Франції